# AVC Challenge Cup femminile 2024
L'AVC Challenge Cup femminile 2024, 5ª edizione dell'omonima competizione femminile di pallavolo, si è svolta dal 22 al 29 maggio 2024 a Manila, nelle Filippine: al torneo hanno partecipato dieci squadre nazionali asiatiche e oceaniane e la vittoria finale è andata per la seconda volta consecutiva al Vietnam.

## Impianti
|                                                                             |                                                                          |  |
|                                                                             |                                                                          |  |
| Rizal Memorial Coliseum Città: Manila Capienza: 6 100 Anno d'apertura: 1934 | Ninoy Aquino Stadium Città: Manila Capienza: 6 000 Anno d'apertura: 1989 |  |

### Formula
La formula ha previsto:
- Prima fase, disputata con gironi all'italiana: le prime due classificate di ogni girone hanno acceduto alla fase finale per il primo posto, la terza e la quarta classificata di ogni girone ha acceduto alla fase finale per il quinto posto mentre l'ultima classifica di ogni girone ha acceduto alla finale per il nono posto.
- Fase finale, disputata con:
  - Fase finale per il primo posto, giocata con semifinali, finale per il terzo posto e finale.
  - Fase finale per il quinto posto, giocata con semifinali, finale per il settimo posto e finale per il quinto posto.
  - Finale per il nono posto.

### Criteri di classifica
Se il risultato finale è stato di 3-0 o 3-1 sono stati assegnati 3 punti alla squadra vincente e 0 a quella sconfitta, se il risultato finale è stato di 3-2 sono stati assegnati 2 punti alla squadra vincente e 1 a quella sconfitta.
L'ordine del posizionamento in classifica è stato definito in base a:
- Numero di partite vinte;
- Punti;
- Ratio dei set vinti/persi;
- Ratio dei punti realizzati/subiti;
- Risultati degli scontri diretti.

## Squadre partecipanti
| Squadra       | Qualificazione                | Ultima partecipazione |
| ------------- | ----------------------------- | --------------------- |
| Australia     | 6ª all'AVC Challenge Cup 2023 | Indonesia 2023        |
| Filippine     | Paese organizzatore           | Indonesia 2023        |
| Hong Kong     | Wild card                     | Indonesia 2023        |
| India         | 4ª all'AVC Challenge Cup 2023 | Indonesia 2023        |
| Indonesia     | 2ª all'AVC Challenge Cup 2023 | Indonesia 2023        |
| Iran          | 5ª all'AVC Challenge Cup 2023 | Indonesia 2023        |
| Kazakistan    | Wild card                     | Debutto               |
| Singapore     | Wild card                     | Thailandia 2022       |
| Taipei cinese | 3ª all'AVC Challenge Cup 2023 | Indonesia 2023        |
| Vietnam       | 1ª all'AVC Challenge Cup 2023 | Indonesia 2023        |

## Torneo

### Prima fase
| Girone A      | Girone B   |
| ------------- | ---------- |
| Australia     | Hong Kong  |
| Filippine     | Indonesia  |
| India         | Kazakistan |
| Iran          | Singapore  |
| Taipei cinese | Vietnam    |

#### Girone A

##### Risultati
| 22 maggio 2024 Rizal Memorial Coliseum, Manila Durata: 1h:24 - Spettatori: 250   | India         | 3 - 0 | Iran          | 25-17, 25-23, 25-21        |
| 22 maggio 2024 Rizal Memorial Coliseum, Manila Durata: 1h:55 - Spettatori: 350   | Australia     | 3 - 1 | Taipei cinese | 23-25, 25-15, 25-19, 25-18 |
| 23 maggio 2024 Rizal Memorial Coliseum, Manila Durata: 1h:20 - Spettatori: 365   | Taipei cinese | 0 - 3 | India         | 19-25, 13-25, 16-25        |
| 23 maggio 2024 Rizal Memorial Coliseum, Manila Durata: 1h:59 - Spettatori: 5 000 | Filippine     | 3 - 1 | Australia     | 22-25, 25-19, 25-16, 25-21 |
| 24 maggio 2024 Rizal Memorial Coliseum, Manila Durata: 2h:20 - Spettatori: 150   | Iran          | 3 - 1 | Taipei cinese | 24-26, 25-20, 25-18, 28-26 |
| 24 maggio 2024 Rizal Memorial Coliseum, Manila Durata: 1h:55 - Spettatori: 3 800 | India         | 1 - 3 | Filippine     | 25-22, 21-25, 17-25, 18-25 |
| 25 maggio 2024 Rizal Memorial Coliseum, Manila Durata: 2h:05 - Spettatori: 2 000 | Australia     | 3 - 1 | India         | 26-24, 25-16, 19-25, 29-27 |
| 25 maggio 2024 Rizal Memorial Coliseum, Manila Durata: 1h:22 - Spettatori: 5 000 | Filippine     | 3 - 0 | Iran          | 25-16, 25-13, 25-15        |
| 26 maggio 2024 Rizal Memorial Coliseum, Manila Durata: 2h:25 - Spettatori: 3 689 | Iran          | 1 - 3 | Australia     | 24-26, 23-25, 27-25, 29-31 |
| 26 maggio 2024 Rizal Memorial Coliseum, Manila Durata: 1h:24 - Spettatori: 4 000 | Taipei cinese | 0 - 3 | Filippine     | 13-25, 21-25, 18-25        |

##### Classifica
| Pos. | Squadra       | Pt | G | V | P | SV | SP | Ratio | PF  | PS  | Ratio |
| ---- | ------------- | -- | - | - | - | -- | -- | ----- | --- | --- | ----- |
| 1.   | Filippine     | 12 | 4 | 4 | 0 | 12 | 2  | 6,000 | 344 | 258 | 1,333 |
| 2.   | Australia     | 9  | 4 | 3 | 1 | 10 | 6  | 1,667 | 385 | 369 | 1,043 |
| 3.   | India         | 6  | 4 | 2 | 2 | 8  | 6  | 1,333 | 323 | 305 | 1,059 |
| 4.   | Iran          | 3  | 4 | 1 | 3 | 4  | 10 | 0,400 | 310 | 347 | 0,893 |
| 5.   | Taipei cinese | 0  | 4 | 0 | 4 | 2  | 12 | 0,167 | 267 | 350 | 0,763 |

      Qualificata alla fase finale per il primo posto.
      Qualificata alla fase finale per il quinto posto.
      Qualificata alla finale per il nono posto.

#### Girone B

##### Risultati
| 22 maggio 2024 Rizal Memorial Coliseum, Manila Durata: 1h:12 - Spettatori: 200   | Singapore  | 0 - 3 | Kazakistan | 15-25, 9-25, 17-25         |
| 22 maggio 2024 Rizal Memorial Coliseum, Manila Durata: 1h:17 - Spettatori: 260   | Hong Kong  | 0 - 3 | Vietnam    | 13-25, 17-25, 16-25        |
| 23 maggio 2024 Rizal Memorial Coliseum, Manila Durata: 1h:39 - Spettatori: 127   | Indonesia  | 0 - 3 | Hong Kong  | 22-25, 24-26, 19-25        |
| 23 maggio 2024 Rizal Memorial Coliseum, Manila Durata: 1h:19 - Spettatori: 1 200 | Vietnam    | 3 - 0 | Singapore  | 25-8, 29-27, 25-10         |
| 24 maggio 2024 Rizal Memorial Coliseum, Manila Durata: 1h:49 - Spettatori: 300   | Kazakistan | 1 - 3 | Vietnam    | 14-25, 19-25, 25-14, 23-25 |
| 24 maggio 2024 Rizal Memorial Coliseum, Manila Durata: 1h:11 - Spettatori: 2 300 | Singapore  | 0 - 3 | Indonesia  | 14-25, 13-25, 14-25        |
| 25 maggio 2024 Rizal Memorial Coliseum, Manila Durata: 1h:22 - Spettatori: 180   | Hong Kong  | 3 - 0 | Singapore  | 25-14, 25-12, 25-12        |
| 25 maggio 2024 Rizal Memorial Coliseum, Manila Durata: 1h:17 - Spettatori: 430   | Indonesia  | 0 - 3 | Kazakistan | 17-25, 13-25, 22-25        |
| 26 maggio 2024 Rizal Memorial Coliseum, Manila Durata: 1h:43 - Spettatori: 300   | Vietnam    | 3 - 1 | Indonesia  | 25-17, 25-15, 25-27, 25-13 |
| 26 maggio 2024 Rizal Memorial Coliseum, Manila Durata: 1h:13 - Spettatori: 1 000 | Kazakistan | 3 - 0 | Hong Kong  | 25-17, 25-18, 25-4         |

##### Classifica
| Pos. | Squadra    | Pt | G | V | P | SV | SP | Ratio | PF  | PS  | Ratio |
| ---- | ---------- | -- | - | - | - | -- | -- | ----- | --- | --- | ----- |
| 1.   | Vietnam    | 12 | 4 | 4 | 0 | 12 | 2  | 6,000 | 343 | 244 | 1,406 |
| 2.   | Kazakistan | 9  | 4 | 3 | 1 | 10 | 3  | 3,333 | 306 | 221 | 1,385 |
| 3.   | Hong Kong  | 6  | 4 | 2 | 2 | 6  | 6  | 1,000 | 236 | 253 | 0,933 |
| 4.   | Indonesia  | 3  | 4 | 1 | 3 | 4  | 9  | 0,444 | 264 | 292 | 0,904 |
| 5.   | Singapore  | 0  | 4 | 0 | 4 | 0  | 12 | 0,000 | 165 | 304 | 0,543 |

      Qualificata alla fase finale per il primo posto.
      Qualificata alla fase finale per il quinto posto.
      Qualificata alla finale per il nono posto.

### Fase finale

#### Finale 1º e 3º posto
|  | Semifinali | Semifinali | Semifinali |         |    | Finale          | Finale          | Finale          |  |
|  |            |            |            |         |    |                 |                 |                 |  |
|  | 1A         | Filippine  | 0          |         |    |                 |                 |                 |  |
|  | 1A         | Filippine  | 0          |         |    |                 |                 |                 |  |
|  | 2B         | Kazakistan | 3          |         |    |                 |                 |                 |  |
|  | 2B         | Kazakistan | 3          |         | 2B | Kazakistan      | 0               |                 |  |
|  |            |            |            |         | 2B | Kazakistan      | 0               |                 |  |
|  |            |            | 1B         | Vietnam | 3  |                 |                 |                 |  |
|  | 1B         | Vietnam    | 1B         | Vietnam | 3  | 3               |                 |                 |  |
|  | 1B         | Vietnam    |            |         |    | 3               |                 |                 |  |
|  | 2A         | Australia  | 0          |         |    | Finale 3º posto | Finale 3º posto | Finale 3º posto |  |
|  | 2A         | Australia  | 0          |         |    |                 |                 |                 |  |
|  |            |            |            |         |    |                 |                 |                 |  |
|  |            |            |            |         |    | 1A              | Filippine       | 3               |  |
|  |            |            |            |         |    | 1A              | Filippine       | 3               |  |
|  |            |            |            |         |    | 2A              | Australia       | 0               |  |

##### Semifinali
| 28 maggio 2024 Rizal Memorial Coliseum, Manila Durata: 1h:23 - Spettatori: 3 890 | Vietnam   | 3 - 0 | Australia  | 25-21, 25-19, 25-16 |
| 28 maggio 2024 Rizal Memorial Coliseum, Manila Durata: 1h:31 - Spettatori: 5 500 | Filippine | 0 - 3 | Kazakistan | 23-25, 21-25, 14-25 |

##### Finale 3º posto
| 29 maggio 2024 Rizal Memorial Coliseum, Manila Durata: 1h:15 - Spettatori: 4 000 | Filippine | 3 - 0 | Australia | 25-23, 25-15, 25-7 |

##### Finale
| 29 maggio 2024 Rizal Memorial Coliseum, Manila Durata: 1h:24 - Spettatori: 4 500 | Kazakistan | 0 - 3 | Vietnam | 20-25, 22-25, 22-25 |

#### Finale 5º e 7º posto
|  | Semifinali | Semifinali | Semifinali |      |    | Finale 5º posto | Finale 5º posto | Finale 5º posto |  |
|  |            |            |            |      |    |                 |                 |                 |  |
|  | 3A         | India      | 3          |      |    |                 |                 |                 |  |
|  | 3A         | India      | 3          |      |    |                 |                 |                 |  |
|  | 4B         | Indonesia  | 1          |      |    |                 |                 |                 |  |
|  | 4B         | Indonesia  | 1          |      | 3A | India           | 3               |                 |  |
|  |            |            |            |      | 3A | India           | 3               |                 |  |
|  |            |            | 4A         | Iran | 0  |                 |                 |                 |  |
|  | 3B         | Hong Kong  | 4A         | Iran | 0  | 1               |                 |                 |  |
|  | 3B         | Hong Kong  |            |      |    | 1               |                 |                 |  |
|  | 4A         | Iran       | 3          |      |    | Finale 7º posto | Finale 7º posto | Finale 7º posto |  |
|  | 4A         | Iran       | 3          |      |    |                 |                 |                 |  |
|  |            |            |            |      |    |                 |                 |                 |  |
|  |            |            |            |      |    | 4B              | Indonesia       | 3               |  |
|  |            |            |            |      |    | 4B              | Indonesia       | 3               |  |
|  |            |            |            |      |    | 3B              | Hong Kong       | 0               |  |

##### Semifinali
| 28 maggio 2024 Rizal Memorial Coliseum, Manila Durata: 2h:04 - Spettatori: 200 | India     | 3 - 1 | Indonesia | 25-16, 30-32, 25-20, 27-25 |
| 28 maggio 2024 Rizal Memorial Coliseum, Manila Durata: 2h:02 - Spettatori: 520 | Hong Kong | 1 - 3 | Iran      | 24-26, 24-26, 25-19, 19-25 |

##### Finale 7º posto
| 29 maggio 2024 Rizal Memorial Coliseum, Manila Durata: 1h:30 - Spettatori: 200 | Indonesia | 3 - 0 | Hong Kong | 25-15, 25-19, 25-20 |

##### Finale 5º posto
| 29 maggio 2024 Rizal Memorial Coliseum, Manila Durata: 1h:13 - Spettatori: 500 | India | 3 - 0 | Iran | 25-17, 25-16, 25-11 |

#### Finale 9º posto
| 28 maggio 2024 Ninoy Aquino Stadium, Manila Durata: 1h:25 - Spettatori: 520 | Taipei cinese | 3 - 0 | Singapore | 27-25, 25-10, 25-10 |

## Classifica finale
| Pos | Squadra       | Rosa |
| --- | ------------- | --- |
|     | Vietnam       | Formazione: 1 Thị Trà My, 3 Thị Thanh Thúy, 6 Thị Yến, 8 Thanh Thúy, 10 Thị Bích Tuyền, 11 Thị Kiều Trinh, 12 Khánh Đang, 14 Thị Kim Thoa, 15 Thị Trinh, 16 Thị Như Quỳnh, 18 Thị Hiền, 19 Thị Lâm Oanh, 20 Tú Linh, 23 Thị Trà Giang, CT: Tuấn Kiệt                                        |
|     | Kazakistan    | Formazione: 1 Nurbergenova, 2 Jarlagassova, 4 Syroyeshkina, 6 Nigmatulina, 7 Yakimova, 9 Chumak, 13 Belova, 14 Nikolayeva, 16 Nikitina, 17 Belchenko, 18 Anikonova, 21 Sagimbayeva, 22 Bekisheva, 99 Lukomskaya, CT: Gilyazutdinov                                                          |
|     | Filippine     | Formazione: 1 Nisperos, 2 Sharma, 3 Gandler, 5 Macandili, 6 Coronel, 8 Laure, 9 Nierva, 11 Morado, 12 Canino, 13 Palomata, 16 Panique, 17 Gagate, 18 Rondina, 22 Nunag, CT: de Brito |
| 4   | Australia     | Formazione: 3 Stevens, 4 Tipping, 7 Zammit, 8 Sims, 9 S. Burton, 11 Dodd, 12 Cox, 14 Whincup, 19 Hogan, 20 Zajer, 21 E. Burton, 23 Schabort, 25 Inskip, 26 Hislop, CT: Borgeaud |
| 5   | India         | Formazione: 1 Narendra, 2 Raveendran, 4 Saravanan, 5 Rajendran Nair Sindhu, 6 Soorya, 7 Kovat Shaji, 8 Kandoth, 9 Pathak, 10 Kavita, 11 Anagha, 13 Kambrath Poyili, 14 Dipakbhai Shukla, 17 Juhi, 18 Das, CT: Narain                                                                        |
| 6   | Iran          | Formazione: 1 Salamatgharamaleki, 2 Fallah Kordkheili, 3 Taleifarkhondeh, 5 Moshtaghi Khouzani, 7 Hassan Khani, 9 R. Karimi, 10 Z. Karimi, 12 Hashemi Seyedeh, 13 Fazeli, 15 Khalili Chermahini, 16 Ghafarian Anbarani, 18 Poorsaleh, 20 Rashidi Mehrabadi, 22 Dastbarjan, CT: Boloorizadeh |
| 7   | Indonesia     | Formazione: 2 Tegariana, 4 Agustina, 5 Nurtomo, 6 Cahyaningtyas, 9 Febyane, 10 Az-Zahra, 16 Sesanti, 18 Agustin, 20 Santi, 22 Risqamara, 24 Nur Fitria, CT: Lilipaly |
| 8   | Hong Kong     | Formazione: 1 Cheung, 3 Fung, 4 Yick, 8 Chim, 9 Lo, 11 Pang W.n., 12 Pang W.l., 14 Shum, 15 Yu, 17 Fong, 19 Kong, 21 Leung, 30 Yim, 77 Chow, CT: Chuen |
| 9   | Taipei cinese | Formazione: 1 Tsai, 3 Hsu F.m., 4 Lin C.z., 5 Lin L.t., 6 Weng, 7 Lin Y.s., 9 Chiang, 10 Huang, 12 Kung, 13 Pao, 14 Hsu H.y., 16 Chang, 17 Su, 18 Jiang, CT: Chen |
| 10  | Singapore     | Formazione: 2 Schmidt, 4 Lai, 7 Chan, 8 Sim, 10 Fu, 11 Yeo, 12 Lau, 13 Chua, 14 Siow, 15 A. Tan, 16 S. Tan, 19 Gan, 20 Aw, 21 Azni, CT: Phoseeta |

|  | Qualificata alla Volleyball Challenger Cup 2024 e all'AVC Nations Cup 2025. |

|  |  |  | Qualificata all'AVC Nations Cup 2025. |

## Premi individuali
| Premio                 | Nome                  | Squadra    |
| ---------------------- | --------------------- | ---------- |
| MVP                    | Nguyễn Thị Bích Tuyền | Vietnam    |
| Miglior palleggiatrice | Julia Morado          | Filippine  |
| Miglior opposto        | Angel Canino          | Filippine  |
| Miglior schiacciatrice | Caitlin Tipping       | Australia  |
| Miglior schiacciatrice | Sana Anarkulova       | Kazakistan |
| Miglior centrale       | Lê Thanh Thúy         | Vietnam    |
| Miglior centrale       | Yuliya Yakimova       | Kazakistan |
| Miglior libero         | Nguyễn Khánh Đang     | Vietnam    |